# Julián De Guzmán
Julián Bobby de Guzmán (Toronto, Kanada, 1981. március 25.) kanadai labdarúgó, középpályás.

## Fordítás
- Ez a szócikk részben vagy egészben  a   Julian de Guzman című angol Wikipédia-szócikk fordításán alapul.  Az eredeti cikk szerkesztőit annak laptörténete sorolja fel. Ez a jelzés csupán a megfogalmazás eredetét és a szerzői jogokat jelzi, nem szolgál a cikkben szereplő információk forrásmegjelöléseként.